# درویش‌لر
درویش‌لر (به لاتین: Dərvişlər) یک منطقه مسکونی در جمهوری آذربایجان است که در شهرستان شرور واقع شده است. درویش‌لر ۵۶۸ نفر جمعیت دارد.